# WYSIWYG
WYSIWYG je skraćenica engleske složenice What You See Is What You Get i koristi se u računalstvu za opisivanje sustava ili programa koji vjerno prikazuje završni proizvod tijekom njegovog pripravljanja. Ova oznaka se obično koristi kod uređivača teksta i grafičkih aplikacija.

## Slične skraćenice
- WYSIWYD - What You See Is What You Deserve
- WYSIWYG - What You See Is Why You Go
- WYSIWYAF - What You See Is What You Asked For
- WYSIAYG - What You See Is All You Get
- WYSIAWYG - What You See Is Almost What You Get
- WYSIWYM - What You See Is What You Mean
- WYSIWYMG - What You See Is What You Might Get
- WYSIMOLWYG - What You See Is More Or Less What You Get
- WYTYSIWYTYG - What You Think You See Is What You Think You Get
- WYCIWYG - What You Create Is What You Get - ili -  What You Click Is What You Get
- WYGIWYG - What You Get Is What You Get
- WYGIWYGAINUC - What You Get Is What You're Given And It's No Use Complaining
- WYSBYGI - What You See Before You Get It

## Uređivači HTML-a
Programi za uređivanje mrežnih stranica koji imaju svojstvo WYSIWYG:
- Adobe Dreamweaver
- Amaya
- BestAddress HTML Editor
- CoffeeCup HTML Editor
- FirstPage
- Freeway
- iWeb
- KompoZer
- Media Lab SiteGrinder
- Microsoft
  - Expression Web
  - FrontPage – obustavljen
  - SharePoint Designer
  - Visual Studio / ASP.NET Web Matrix
  - Visual Web Developer Express
  - Publisher
- NetObjects Fusion
- Opera Dragonfly
- Quanta Plus
- RapidWeaver
- Sandvox
- SeaMonkey Composer
- Serif WebPlus
- Visual Vision Hyper Publish
- WordPress.com post writer
- WorldWideWeb